# Campionati del mondo di ciclismo su strada 2004 - Gara in linea femminile Junior
La gara in linea femminile Juniors dei Campionati del mondo di ciclismo su strada 2004 si è svolta il 1º ottobre 2004 con partenza ed arrivo a Verona, in Italia, su un circuito di 14,75 km da ripetere 5 volte per un totale di 73,75 km. La medaglia d'oro è stata vinta dall'olandese Marianne Vos con il tempo di 2h11'44" alla media di 33,578 km/h, argento all'italiana Marta Bastianelli e a completare il podio l'altra olandese Ellen van Dijk.
Partenza con 66 cicliste, delle quali 60 completarono la gara.

## Squadre partecipanti
| N.    | Cod. | Squadra     |
| ----- | ---- | ----------- |
| 1-4   | NLD  | Paesi Bassi |
| 5-8   | RUS  | Russia      |
| 9-12  | GER  | Germania    |
| 13-16 | ITA  | Italia      |
| 17-19 | AUS  | Australia   |
| 20-23 | POL  | Polonia     |
| 24-27 | SUI  | Svizzera    |
| 28-30 | BEL  | Belgio      |
| 31-34 | LTU  | Lituania    |
| 35-37 | UKR  | Ukraina     |
| 38-41 | CAN  | Canada      |
| 42-45 | FRA  | Francia     |
| 46-47 | EST  | Estonia     |

| N.    | Cod. | Squadra         |
| ----- | ---- | --------------- |
| 48-51 | ESP  | Spagna          |
| 52-53 | SWE  | Svezia          |
| 54    | USA  | Stati Uniti     |
| 55    | HUN  | Ungheria        |
| 56    | BLR  | Bielorussia     |
| 57    | CZE  | Repubblica Ceca |
| 58    | MEX  | Messico         |
| 59    | VEN  | Venezuela       |
| 60    | JPN  | Giappone        |
| 61-62 | CZE  | Repubblica Ceca |
| 63    | VEN  | Venezuela       |
| 64-65 | AUT  | Austria         |
| 66    | IRL  | Irlanda         |

## Ordine d'arrivo (Top 10)
| Pos. | Corridore            | Squadra     | Tempo    |
| ---- | -------------------- | ----------- | -------- |
| 1    | Marianne Vos         | Paesi Bassi | 2h11'44" |
| 2    | Marta Bastianelli    | Italia      | a 30"    |
| 3    | Ellen van Dijk       | Paesi Bassi | s.t.     |
| 4    | Olena Andruk         | Ucraina     | s.t.     |
| 5    | Roxane Knetemann     | Paesi Bassi | s.t.     |
| 6    | Daiva Tušlaitė       | Lituania    | s.t.     |
| 7    | Ekaterina Tretiakova | Russia      | s.t.     |
| 8    | Sabrina Bernardi     | Italia      | s.t.     |
| 9    | Amanda Spratt        | Australia   | s.t.     |
| 10   | Suzanne van Veen     | Paesi Bassi | s.t.     |